# Rivière Blanche (éditeur)
Pour les articles homonymes, voir Blanche et Blanche (rivière).
Rivière Blanche est la collection francophone de la maison d'éditions américaine Black Coat Press, dirigée par Philippe Ward. Elle publie des romans de science-fiction et de fantastique ainsi que des recueils de nouvelles et des anthologies. Elle a été en 2010 le coup de cœur du prix Bob-Morane.
À l'origine, Rivière Blanche publie des manuscrits dans l'optique résolument nostalgique des années 1970. Rivière Blanche rend expressément hommage au Fleuve noir non seulement par son nom, mais aussi par ses maquettes de couvertures des anciennes collections « blanche » et « bleue » de la collection Fleuve Noir Anticipation et « noire » d'angoisse, dans le style du célèbre illustrateur de la collection, René Brantonne. Elle publie des auteurs mythiques du Fleuve noir comme Jean-Pierre Andrevon, F. Richard-Bessière, André Caroff, Jimmy Guieu, Paul-Jean Hérault, Piet Legay, Maurice Limat, Daniel Piret, Max-André Rayjean, Kurt Steiner et Louis Thirion.
Toutefois, son essor lui a permis de se subdiviser en "sous-collections" qui abordent toutes les facettes de la SF et du fantastique populaires : l'angoisse avec la collection Noire, des traductions d'ouvrages anglophones du domaine public avec la collection Baskerville dirigée par Jean-Daniel Brèque, la SF étrangère (francophone, russe, hispanophone...) et même la fantasy sont de plus en plus présentes.
Rivière Blanche a été créée le 1er septembre 2004 par Jean-Marc Lofficier au travers de sa société de droit californien, Hollywood Comics.

## Documentation
- Hubert Prolongeau, « Rivière blanche, une maison d’édition à contre-courant », Télérama,‎ 21 mars 2019 (lire en ligne).